# David Bontemps
David Bontemps est un pianiste et compositeur né en 1978 à Port-au-Prince et vivant à Montréal depuis 2002. En 2006, il fonde et dirige un quintette de jazz nommé Makaya.  

## Biographie

### Formation musicale et professionnelle
David Bontemps suit des cours de théorie musicale et de piano auprès du pianiste et compositeur haïtien Serge Villedrouin (1940-2025),. Il écrit sa première composition pendant son adolescence, un prélude pour piano. En 1998, à l’âge de 20 ans, il remporte une médaille au Concours Inter-Caraïbe de Piano en Guadeloupe[source insuffisante]. En 2000, il donne son premier récital à Port-au-Prince, regroupant dans son programme plusieurs œuvres de compositeurs de la tradition classique comme Bach, Mozart, Chopin, Ravel et Rachmaninov. Il interprète aussi des pièces de compositeurs haïtiens comme Ludovic Lamothe et Justin Élie, en plus de faire connaître ses propres compositions. L’année suivante, on lui décerne la médaille de bronze au niveau supérieur du Concours National de Piano de Port-au-Prince. En 2002, il quitte la capitale haïtienne pour venir s’installer dans la ville de Montréal au Québec.
En plus de sa vie musicale, David Bontemps entreprend des études en droit à l’Université Quisqueya de Port-au-Prince et les poursuit jusqu’au deuxième cycle universitaire à l’Université de Montréal,.

### Carrière
Bontemps a l’occasion d’accompagner Chantal Lavigne (mezzo-soprano) pour la création, en 2005, de l’œuvre Offrandes Vodouesques, mettant à l'honneur 24 mélodies du compositeur haïtien Werner Jaegerhuber. Ils enregistrent ensuite ces mélodies qui sont produites en 2008. La parution de cet album marque le début de la carrière discographique de David Bontemps.  
À Montréal, il continue de se bâtir une bonne réputation et reçoit l’éloge de la critique. Un chroniqueur du Devoir écrit ces mots à son égard, décrivant à la fois son style musical : « La note claire et dénudée ramenée à sa source, la légèreté champêtre ou la frappe grondante, l’art du groove ou de l’élégance intime au bout de quelques touches: David Bontemps trace un univers décloisonné en naviguant aussi bien sur les airs du terroir et les chants vaudous que sur le jazz ou les musiques savantes occidentales ou haïtiennes. » Le musicologue Claude Dauphin fait, quant à lui, référence à David Bontemps comme « la relève des compositeurs haïtiens » dans son essai Histoire du style musical d’Haïti.
En 2015, Bontemps s’investit dans le projet Through Positive Eyes, un projet lancé par l’Université de Californie à Los Angeles visant à contrer la stigmatisation des porteurs du VIH, en composant et en enregistrant la musique d’un total de 12 courts métrages. Il collabore également avec Wilbert Chancy (baryton) en arrangeant 10 chants populaires d’origine haïtienne pour quatuor à cordes. Ces arrangements figurent ainsi sur l’album Envitasyon, paru en 2021[source insuffisante]. La même année, le chorégraphe Kevin A. Ormsby sélectionne sa suite pour violoncelles, contrebasses et percussion du nom de Traces pour une commande du Ballet national du Canada qui est enregistrée sous la direction de David Briskin. La suite comprend quatre mouvements, faisant chacun hommage à une danse traditionnelle de son pays natal : yanvalou, merengue, nago et petro. De plus, deux de ses mélodies (Il a neigé et Secret) sont interprétées par l’Opéra de Tulsa, Oklahoma aux États-Unis. Ces concerts commémoratifs sont enregistrés et radiodiffusés partout aux États-Unis à partir de juin 2022.
En 2020, Bontemps s’initie à l’écriture d’opéras sur un libretto de Faubert Bolivar, un écrivain dont il fait la connaissance lors de ses études à Haïti. Le compositeur explique ceci par rapport à son processus de création: « ... pour me déconnecter de l’ambiance triste du moment, j’ai composé l’opéra en cinq semaines. [Je l’ai voulu comme] un huis clos d’une atmosphère suffocante. » Cet opéra en un seul acte, portant le nom de La Flambeau, est présenté en première mondiale le 7 février 2023 à l'Université du Québec à Montréal grâce à l’interprétation de l’Orchestre Classique de Montréal sous la direction du chef d'orchestre invité Alain Trudel. Le BrottOpera présente aussi La Flambeau à Hamilton, Ontario,.

#### Makaya
David Bontemps fonde en 2006 le groupe Makaya, inspiré par le plaisir qu'il prend à interpréter des pièces du répertoire classique en leur apportant une saveur créole. Le quintette montréalais regroupe les musiciens Jude A. Deslouches (guitare et voix), Nicolas Bédard (contrebasse), Cydric Féréol (gwoka), Emmanuel Delly (congas) en plus de Bontemps (piano et composition). Le son de Makaya se caractérise par une fusion de styles musicaux « où l’improvisation a libre cours, à mi-chemin entre le troubadour créole et le quintette de jazz. » Les musiciens sont médaillés de bronze lors du Syli d’Or de la musique du monde de 2007, puis deviennent finalistes, en 2010, au Grand Prix du Festival international de Jazz de Montréal[source insuffisante]. Le groupe bénéficie en 2016 d’une bourse accordée par le Conseil des arts et des lettres du Québec. Plus tard, le quintette part en tournée en 2018 et 2019 à l’occasion du prix du Conseil des Arts de Montréal en tournée.

## Œuvres publiées

### Albums solos
- Vibrations (2012)
- Gede Nibo (2017)

### Albums en collaboration
- Offrandes Vodouesques (2007), avec Chantal Lavigne
- Makaya (2009), avec le groupe éponyme
- Elements (2016), avec Makaya
- Envitasyon (2021), avec Wilbert Chancy
- Le Deuil des roses (2025), avec Suzanne Taffot[24]

### Œuvres indépendantes
- Traces (2021), suite instrumentale sélectionnée pour le ballet Trase Pa du Ballet national du Canada
- La Flambeau (2023), opéra sur un libretto de Faubert Bolivar

## Prix et distinctions
- 1998: Médaille au Concours Inter-Caraïbe de Piano à Guadeloupe[25].
- 2001: Médaille de bronze au Concours National de piano de Port-au-Prince[25].
- 2007: Médaille de Bronze au Syli d’Or de la musique du monde (Makaya)[26],[25].
- 2016: Prix coup de cœur Vision Diversité MUZ (Makaya).
- 2016: Meilleure prestation au Festival international de Jazz de Montréal selon Le Devoir (Makaya)[27].
- Palmarès jazz et world dans les stations radio IciMusique et CIBL-FM (Makaya).